# Vårby herrgårdspark

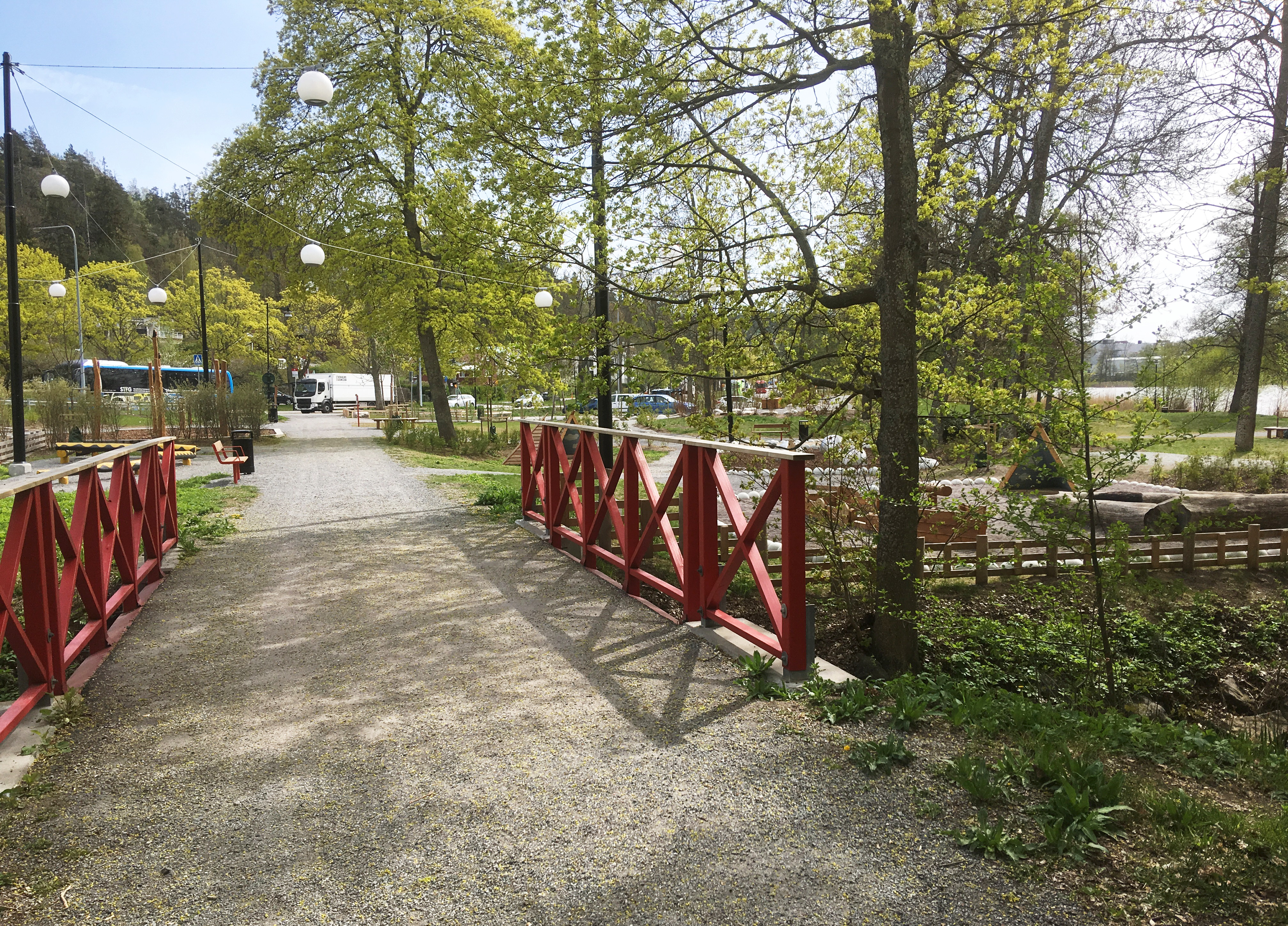
Vårby Herrgårdspark, med bron över Vårbybäcken, maj 2019.

Vårby herrgårdspark är en park och lekplats vid Vårby allé i Vårby gård, Huddinge kommun. Vårby herrgårdspark är en temapark som har sitt namn efter godset Vårby herrgård.

## Beskrivning

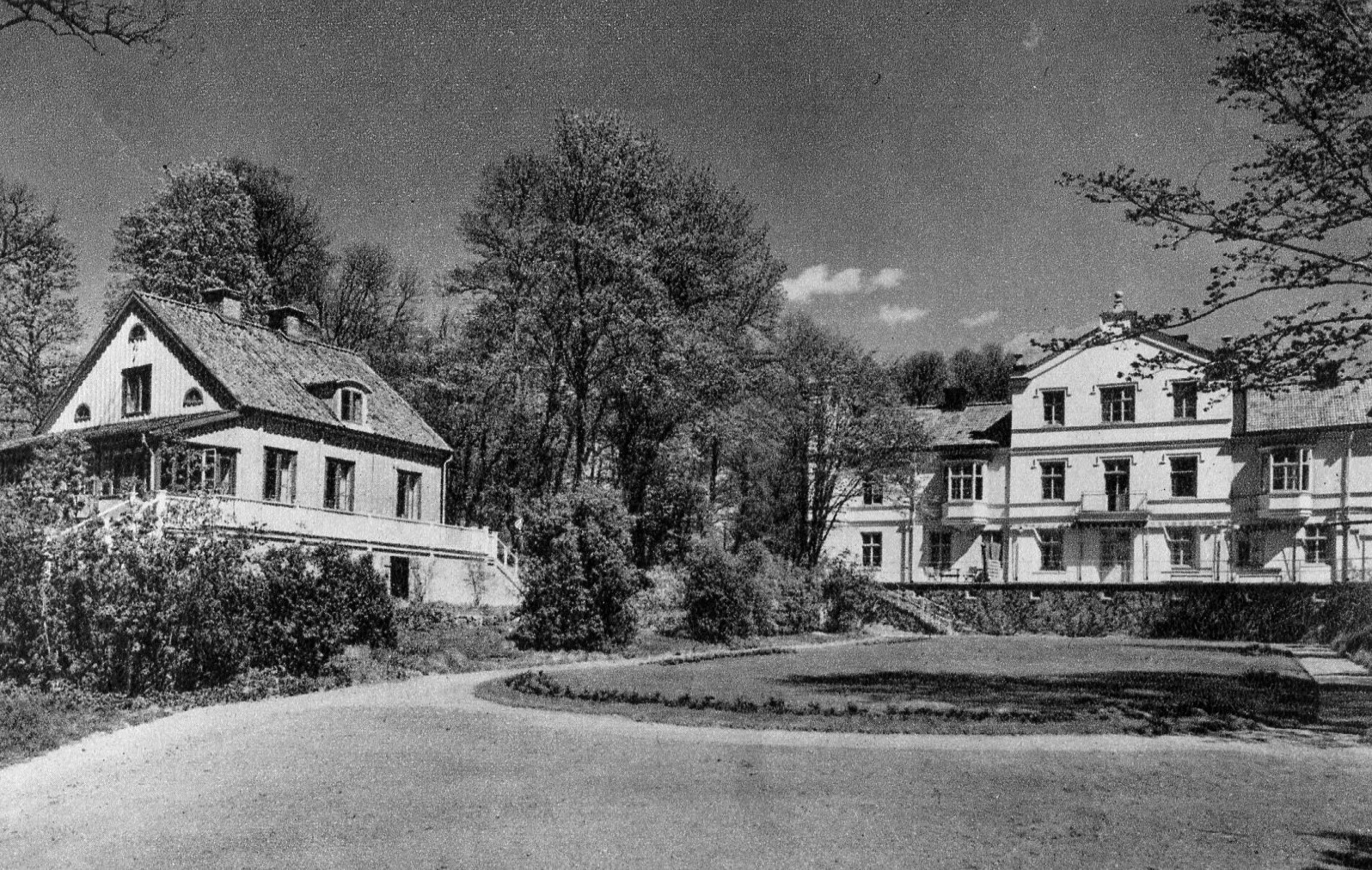
Vårby gård 1951 som gav parken sitt namn. Till vänster syns arrendatorbostaden.

Vårby herrgårdspark omfattar en area om 4,8 hektar vid Vårbyfjärden och anlades år 2018. Här fanns tidigare ett mindre parkområde som kallades ”Vårby strand”. Parken anknyter till herrgården med samman namn och med rötter tillbaka till 1400-talet vars sista huvudbyggnad brann ner 1975. Många ädellövträd i parken är rester från den forna parkanläggningen som hörde till gården. 
Genom skyltar, installationer och lekområden tydliggörs både gårdens och traktens historik. En informationstavla berättar om gården och huvudbyggnaden, vars tidigare läge är markerat med tegelstenar i marken. Det finns en annan skylt om vikingatidens Vårby och kopplingen till Birka samt en skylt som berättar om Vårbyskatten vilken hittades här av två pojkar i april 1871. Historiken symboliseras av ett skattkista. Nordisk mytologi under vikingatiden är temat för skylten ”Asagudar”. Intill ligger lekområden med vikingaanknytning. Ytterligare en skylt uppmärksammar den så kallade Masmogubben från stenåldern som är den äldsta kända människoavbildningen i kommunen.
Till övrig utrustning hör ett utegym, plan för beachvolleyboll och pingis. Det finns även grillplatser, hammock, en scen, sittplatser och ett äldre koloniträdgårdsområde. En liten bro går över resterna av Vårbybäcken som en gång i tiden mynnade här i Mälaren. Inom parken finns Vårby brygga där båtar till Stockholm och Birka lägger till samt Myrstugan som flyttades 1985 hit från Myrstuguberget. Strax söder om Vårby herrgårdspark återfinns Vårby strandbad och Vårby källa. En promenadväg leder till Vårbyparken som ligger cirka 600 meter nordost om Vårby herrgårdspark.

## Bilder

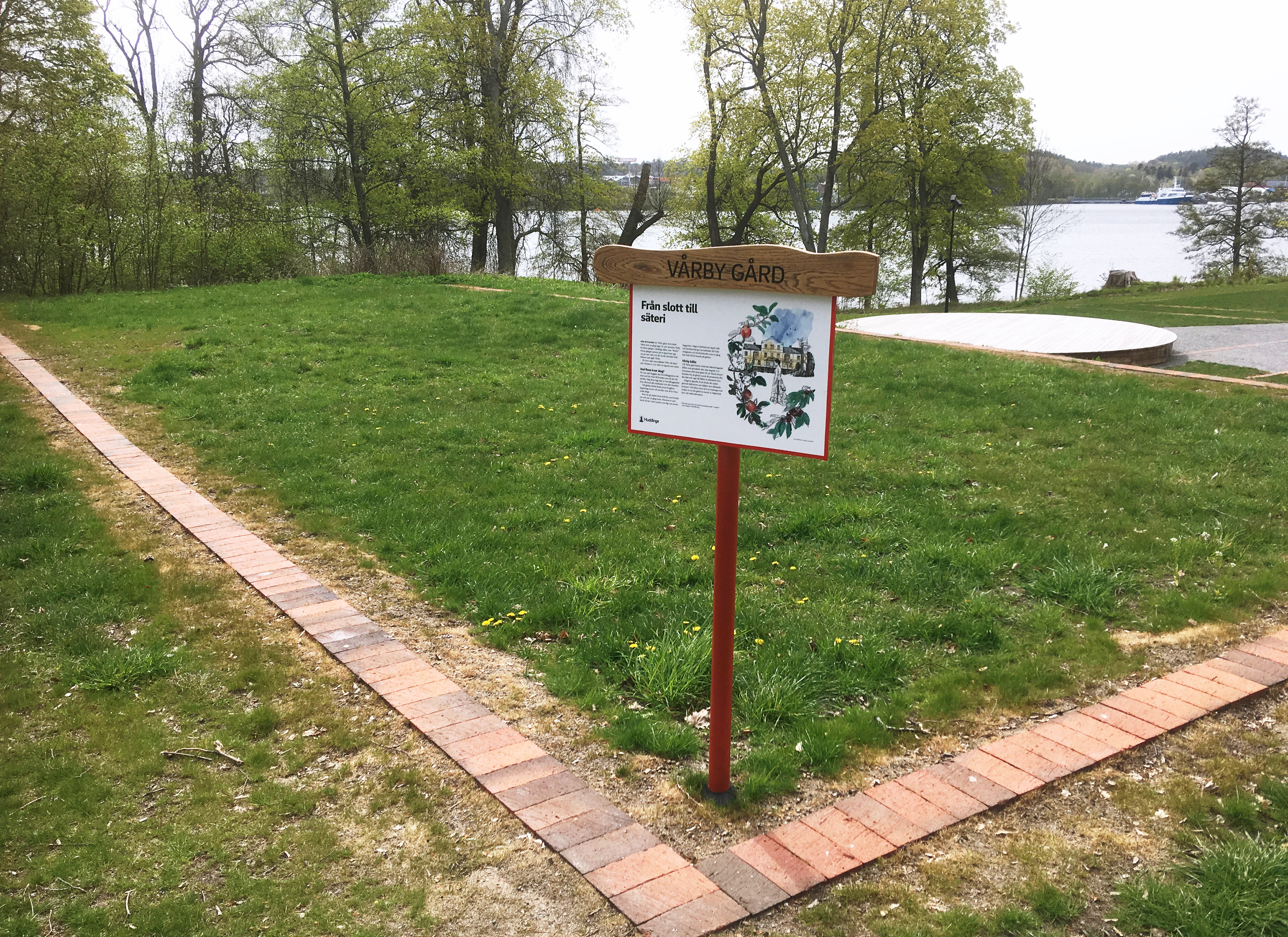
Platsen för Vårby gårds huvudbyggnad.
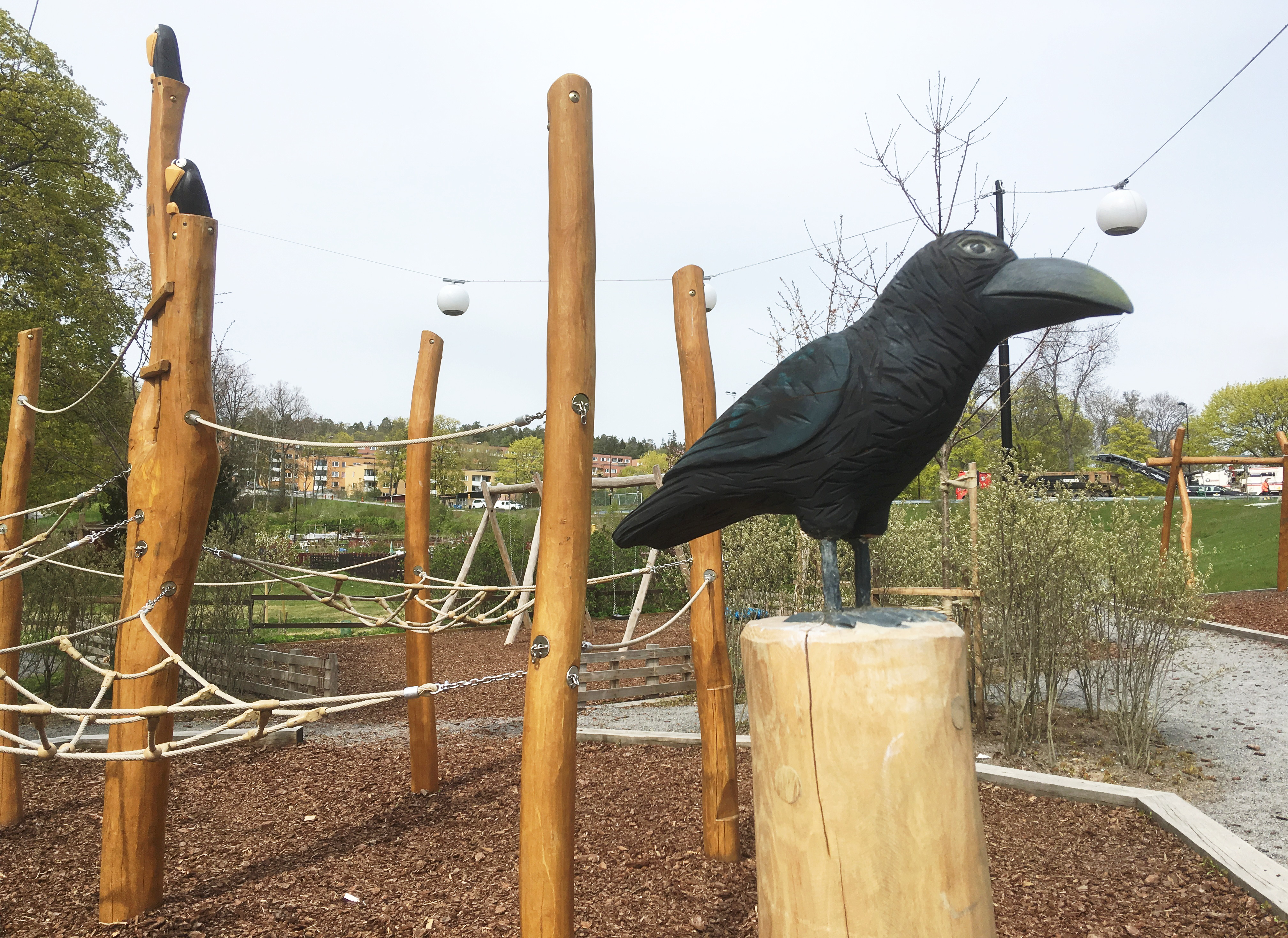
Korpen på vikingalekplatsen.
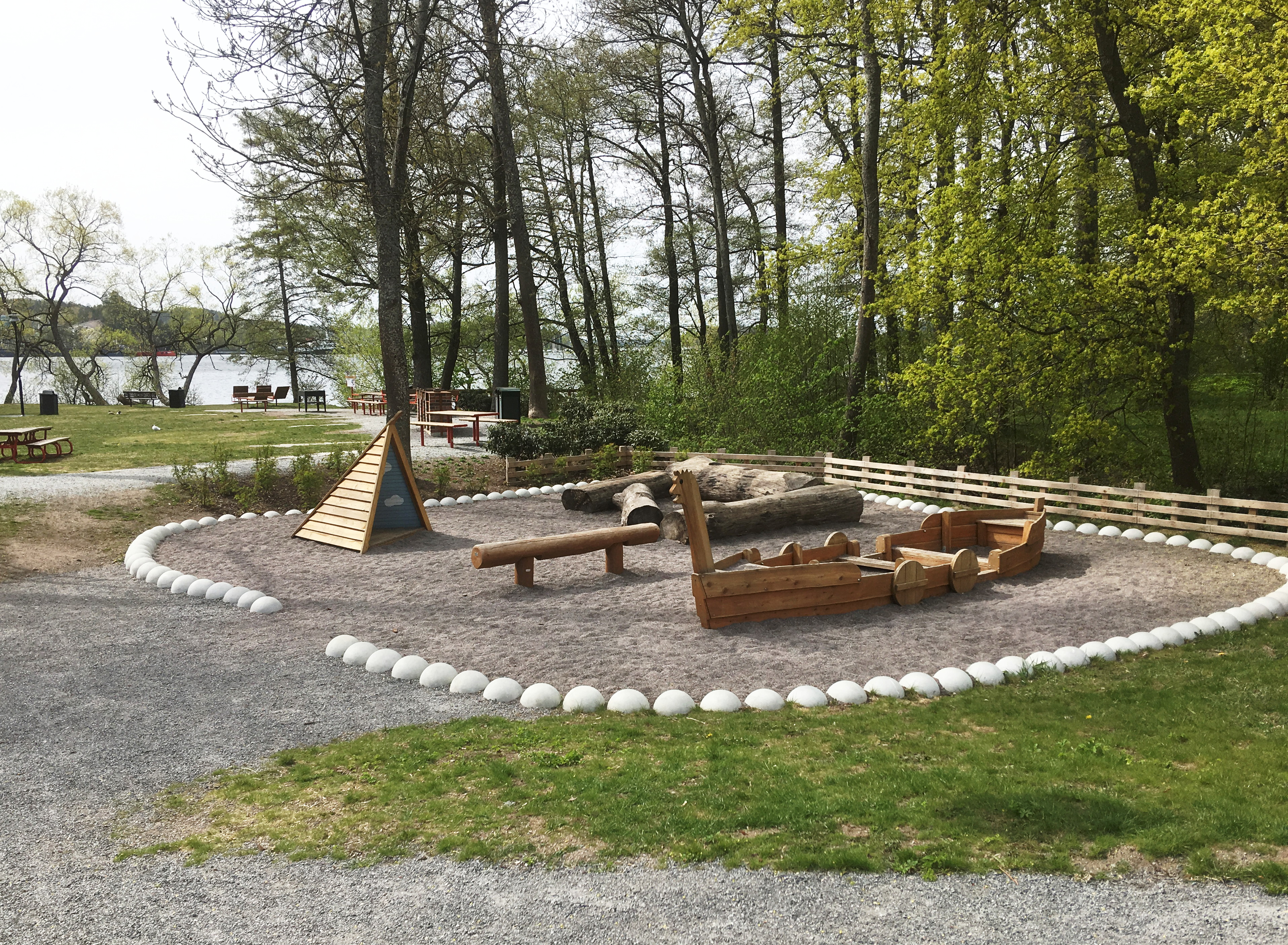
Lekplats med vikingaskepp.
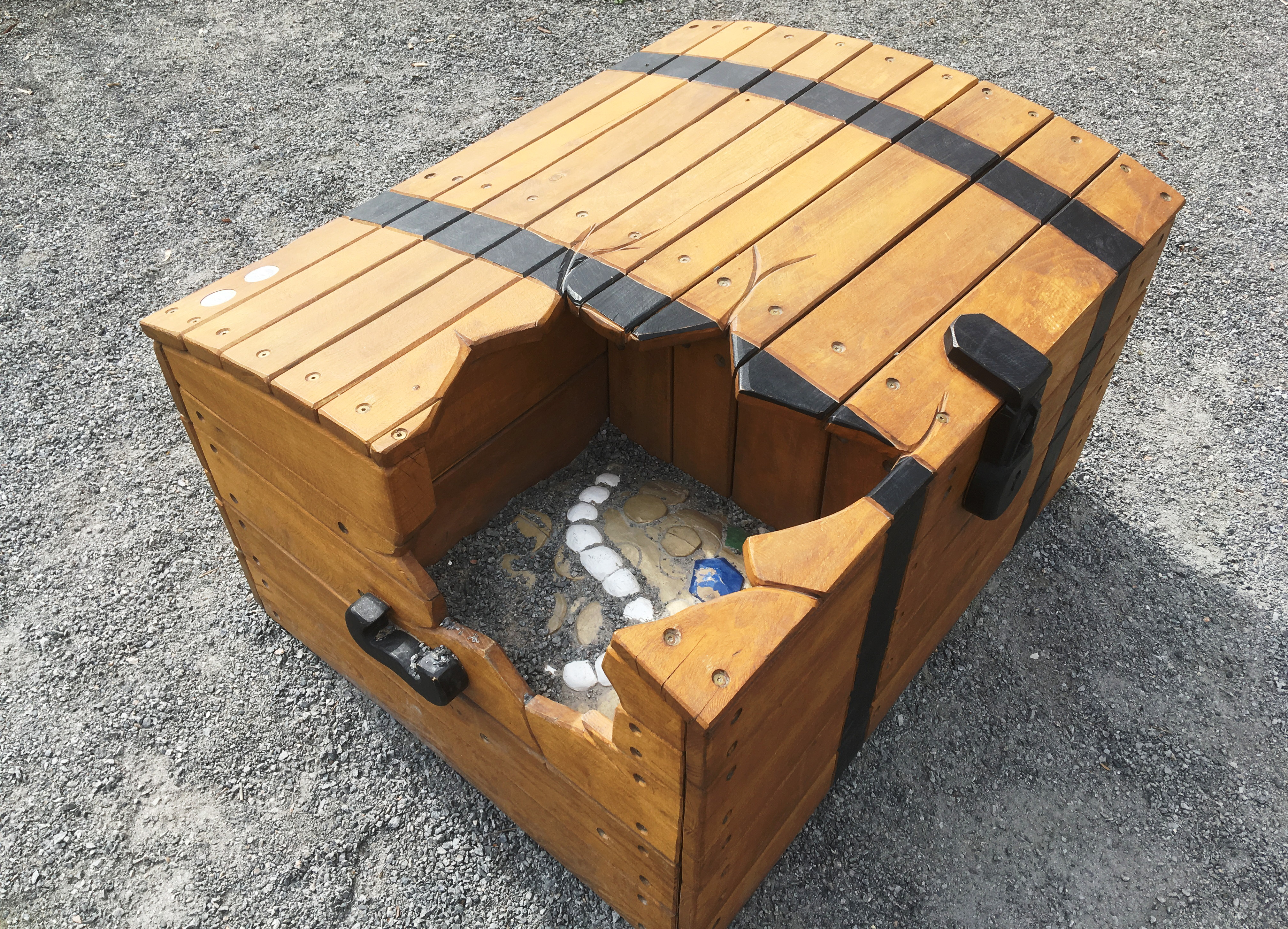
Skattkistan med Vårbyskatten.
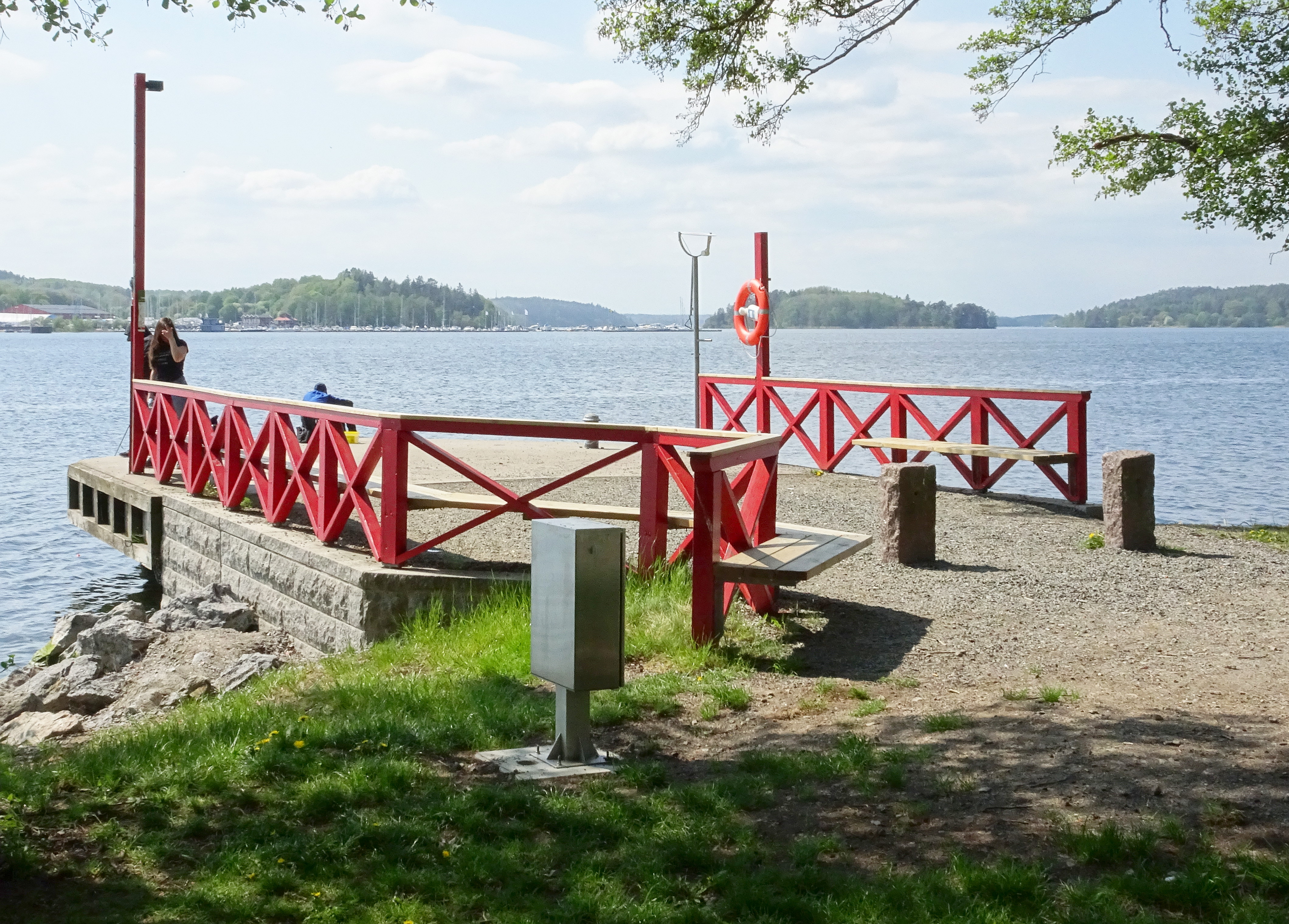
Vårby brygga.